# Avilla (Arkansas)
Avilla – jednostka osadnicza w Stanach Zjednoczonych, w stanie Arkansas, w hrabstwie Saline.